# Булыга (посёлок)
Булыга — посёлок в Чердынском городском округе Пермского края России. До января 2020 года входил в Ныробское городское поселение. Расположен на левом берегу реки Колвы примерно в 4 километрах на юго-запад от рабочего посёлка Ныроб.
Климат умеренно-континентальный с продолжительной холодной и снежной зимой и коротким летом. Снежный покров удерживается 170—190 дней. Средняя высота снежного покрова составляет более 70 см, в лесу около 1 метра. В лесу снег сохраняется до конца мая. Продолжительность безморозного периода примерно 110 дней.
В начале XXI века в посёлке было закрыто учреждение Ш-320/25 ФСИН. После этого посёлок пришёл в запустение.

## Население
| 2010 |
| ---- |
| 0    |

Постоянное население на 2002 год — 5 человек, 80 % русские.